# Watertoren (Ieper Dikkebusseweg)
De watertoren langs de Dikkebusseweg in Ieper voorziet de stad Ieper van water uit de Dikkebusvijver.
De toren werd in 1921 gebouwd naar een ontwerp van Société Générale d'Entreprises de Constructions uit Brussel. Het eigenlijke ontwerp is er een van de Ieperse architect Jules Coomans. Het bevat een cilindrisch waterreservoir met een inhoud van 500 m³. De toren is een achtzijdige betonnen skeletstructuur met een van bakstenen vullingen voorziene sokkel onder omlopende balustrade van beton. Er zijn benedenvensters en een deur voorzien en op de muren van het reservoir werd het stadswapen van Ieper afgebeeld.
Ardooie ·
Beernem Bulscampveld ·
Beernem Reigerlostraat ·
Bellegem Kleine Perijkelstraat ·
Blankenberge ·
Bredene Dorpstraat ·
Brugge Generaal Lemanlaan ·
Brugge Koning Leopold III Laan ·
Brugge Schaakstraat ·
Brugge Koning Albertlaan ·
Brugge Gentpoortvest ·
Brugge Kustlaan ·
Brugge Lissewegsesteenweg ·
Brugge Sint-Michielsestraat ·
De Haan Drift ·
De Haan Wenduinesteenweg ·
De Panne ·
Duinbergen ·
Gullegem ·
Heist ·
Hooglede ·
Ieper Dikkebusseweg ·
Ieper Elverdingsestraat ·
Izegem Schardouwstraat ·
Izegem Zwingelaarstraat ·
Knokke-Heist Arcadelaan ·
Koekelare ·
Kortemark ·
Kortrijk Doorniksesteenweg ·
Kortrijk Markesteenweg ·
Kuurne ·
Lichtervelde ·
Lombardsijde ·
Menen ·
Middelkerke Logierlaan ·
Middelkerke Zeedijk ·
Oedelem ·
Oostduinkerke ·
Oostende Konterdamkaai ·
Oostende Mercatorlaan ·
Oostende Leopoldpark ·
Oostende Maria Hendrikapark ·
Oostende Populierendreef ·
Oostende Dokter Eduard Moreauxlaan ·
Passendale ·
Poperinge ·
Roeselare ·
Roksem ·
Tielt ·
Torhout ·
Waregem ·
Wenduine ·
Wevelgem ·
Westende ·
Zeebrugge Blondeellaan ·
Zeebrugge Kustlaan ·
Zeebrugge Lissewegsesteenweg ·
Zillebeke ·
Zwevegem P. Ferrardstraat ·
Zwevegem Stockerijstraat